# Sinzendorf (Adelsgeschlecht)
Sinzendorf (auch Sinzendorff, Sintzendorf(f), Sinzendorf(f)er) ist der Name eines bayerisch-österreichischen Adelsgeschlechts mit oberösterreichischer Herkunft (Sinzendorf bei Nußbach).
Die Sinzendorf wurden 1610 in den Freiherrenstand, 1653 in den Reichsgrafenstand und 1803 in den Reichsfürstenstand erhoben. 1653 gelangte die reichsunmittelbare Burggrafschaft Rheineck am Rhein in deren Besitz, Mitte des 17. Jahrhunderts auch die ebenfalls reichsunmittelbare Grafschaft Neuburg, 1803 erhielten sie anstelle von Rheineck die fürstliche Burggrafschaft Winterrieden.
Das Geschlecht erlosch 1822 im Mannesstamm und ist nicht mit dem niederösterreichischen Adelsgeschlecht derer von Zinzendorf zu verwechseln.

## Geschichte
Namensträger derer von Sinzendorf erscheinen im 13. Jahrhundert als Ministerialen des Stiftes Kremsmünster. Ihr Stammschloss war Sinzendorf in der Gemeinde Nußbach im Traunviertel. Ab 1404 bis 1566 besaßen sie Schloss Feyregg, von 1497 bis 1708 war Schloss Fridau im Besitz der Familie. Um 1450 teilte sich die Familie in zwei Linien (später als Ernstbrunn-Feyregg und Fridau-Neuburg bezeichnet). 1592 kaufte Joachim von Sinzendorf das Schloss und die Herrschaft Ernstbrunn (mit Schloss Klement und Schloss Michelstetten) und erweiterte das Ernstbrunner Schloss erheblich.
1610 wurden die Edlen von Sinzendorf in den Freiherrenstand, 1653 in den Reichsgrafenstand erhoben. 1653 kaufte Rudolf von Sinzendorf aus Ernstbrunn die Burggrafschaft Rheineck am Rhein, dadurch erhielt seine Linie Anteil an der Kuriatstimme der westfälischen Grafenbank im Reichsfürstenrat und stieg in den reichsunmittelbaren Hochadel auf. In der zweiten Hälfte des 17. Jahrhunderts kaufte Georg Ludwig Graf von Sinzendorf die Grafschaft Neuburg am Inn, die jedoch bereits 1680 wieder verlorenging.

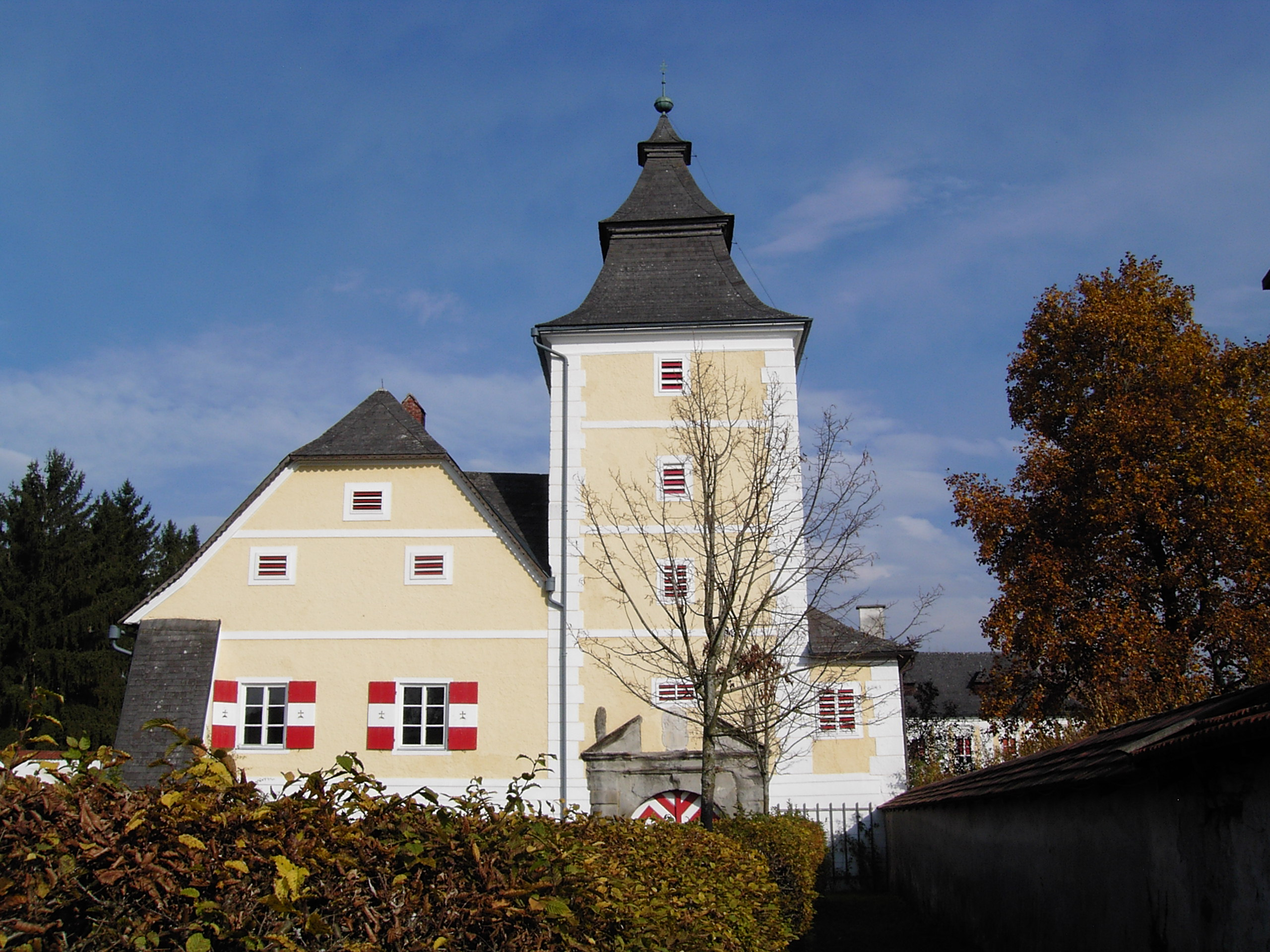
Schloss Feyregg, Oberösterreich
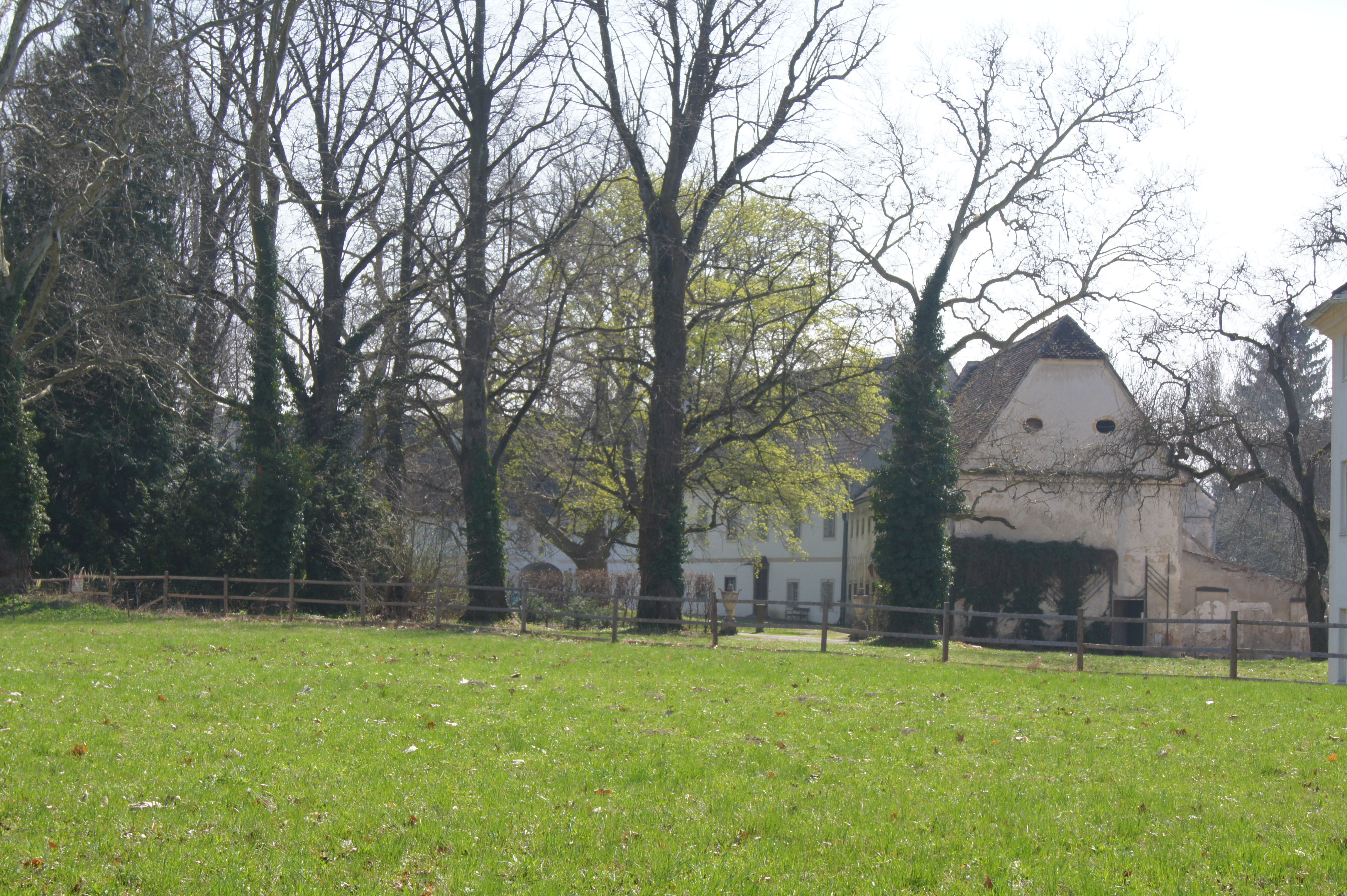
Altes Schloss Fridau, Niederösterreich
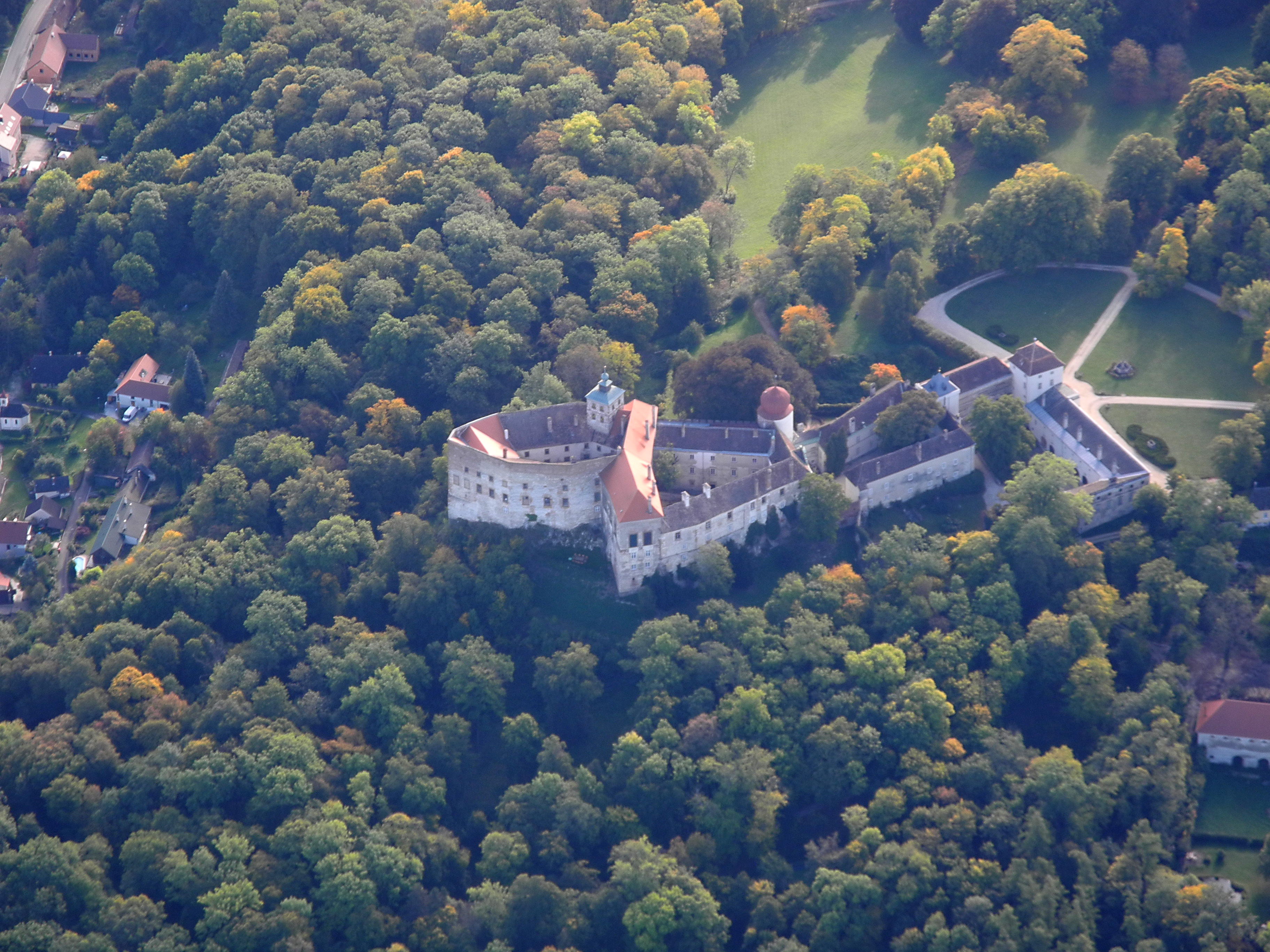
Schloss Ernstbrunn, Niederösterreich
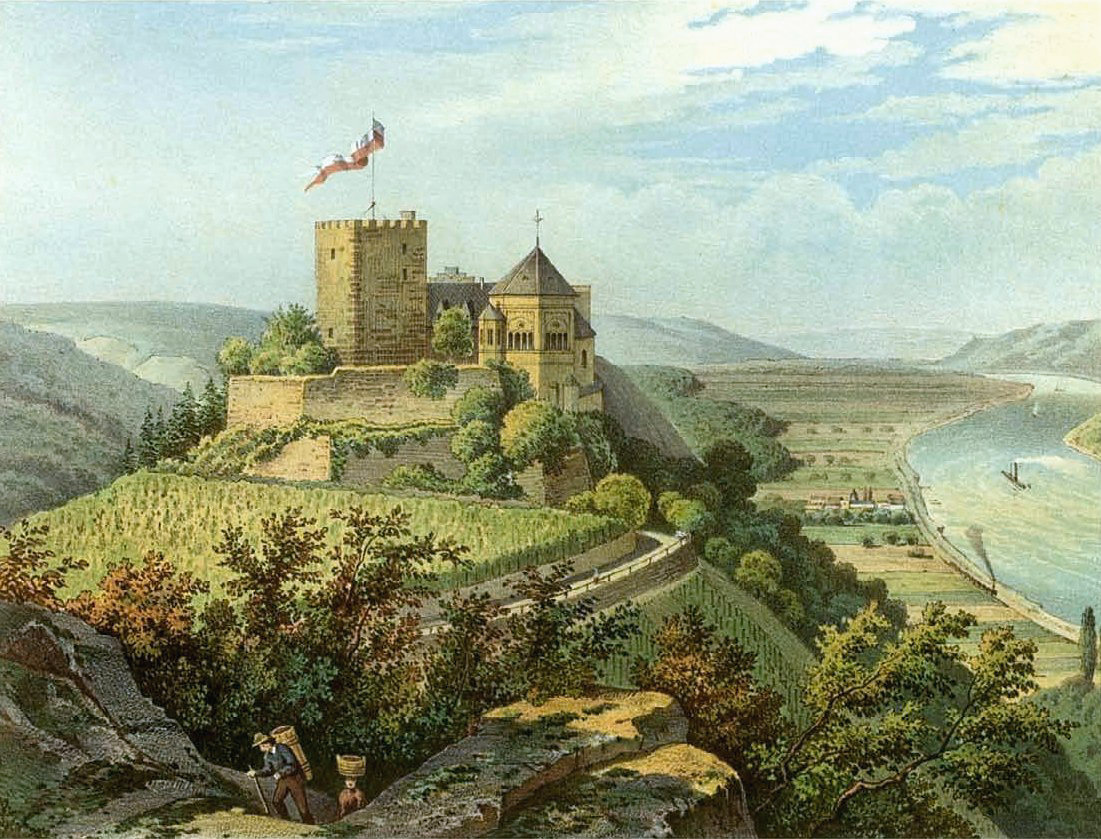
Burg Rheineck am Mittelrhein

1654 wird Graf Georg Ludwig von Sinzendorf aus der Fridau-Neuburger Linie mit dem erblichen Erbschatzmeisteramt des römisch-deutschen Kaisers belehnt; als Zeichen durfte er in sein Wappen die Reichskrone aufnehmen. 1677 erwarb auch er eine reichsständische Stellung: Als Besitzer der Herrschaft Thannhausen (Schwaben) wurde er Mitglied des schwäbischen Reichsgrafenkollegiums, bis diese Herrschaft 1708 von seinen Nachkommen an die Grafen von Stadion verkauft wurde.
Die Linie Neuburg am Inn ist 1767 erloschen. Die Linie Ernstbrunn teilte sich in die Majoratslinie und in die jüngere. Zur ersteren, 1803 in den Reichsfürstenstand erhobenen, gehörten die Herrschaften Ernstbrunn, Klement, Straußberg, Triebel, Burg Eichhorn (ab 1707–1802) u. a. in Österreich, Böhmen und Mähren, sowie auch die (fürstlich) Burggrafschaft Winterrieden in Bayern, welche der Familie statt der verlorenen Grafschaft Rheineck gegeben wurde. Mit Prosper von Sinzendorf auf Ernstbrunn (1751–1822), 1803 in den Fürstenstand erhoben, starb die Familie 1822 im Mannesstamme aus (in weiblicher Linie 1842). Es folgte ein langwieriger Erbschaftsstreit, der damit endete, dass 1828 Fürst Heinrich LXIV. von Reuß-Köstritz die Herrschaft Ernstbrunn übernahm, dessen Nachfahren sie bis heute gehört.
Die jüngere Linie besaß ebenfalls Güter in Österreich und Böhmen, so Plan, Gottschau u. a.
Die Familie von Sinzendorf war durch dynastische Eheschließungen u. a. verschwägert mit den Adelsgeschlechtern von Abensberg, Althan, Doria, Fünfkirchen, Fürstenberg, Grabner zu Rosenburg, Hardegg, Harrach, Hartig, Haugwitz, Kinsky, Lazanzky, Limburg-Styrum, Nostitz, Polheim, Preuer, Seldern, Thurn und Valsassina, Teuffenbach, Trauttmansdorff, Uhlefeldt, Visconti und Werdenberg.

## Besitz
- Zwischen 1630 und 1662 war Johann Joachim Freiherr bzw. Graf von Sinzendorff im Pfandbesitz der am unteren Inn gelegenen Reichsgrafschaft Ortenburg, als dieser dem regierenden Reichsgrafen Friedrich Casimir Schuldurkunden abkaufte.
- 1654 kauften die Grafen von Sinzendorf die Burggrafschaft Rheineck als kurkölnisches Lehen von den Freiherren von Warsberg. Diese wurde beim Reichsdeputationshauptschluss unter anderem mit dem Dorf Winterrieden im – später bayerischen – Unterallgäu entschädigt, mit Erhebung dieses Ortes zu einer „Burggrafschaft“.
- 1665 kamen die Grafen von Sinzendorf in Besitz der Herrschaft Plan in Westböhmen.
- 1654 kaufte der spätere Hofkammerpräsident Graf Georg Ludwig von Sinzendorf die Grafschaft Neuburg am Inn für 400.000 Gulden, wozu auch die Burg Wernstein gehörte. Der Graf ließ die Feste Neuburg in ein Barockschloss umwandeln und wollte die Grafschaft zu einem bedeutenden merkantilen Zentrum ausbauen. 1680 wurde Graf von Sinzendorf jedoch des Hochverrats, der Majestätsbeleidigung und anderer Vergehen angeklagt. Daraufhin wurde er aller Ämter enthoben und die Grafschaft Neuburg von der kaiserlichen Hofkammer in Wien eingezogen.
- 1714 kaufte der Obersthofkanzler Graf Philipp Ludwig Wenzel von Sinzendorf die mährische Herrschaft Seelowitz von seiner Frau Rosina Katharina Isabella, geborene Gräfin von Waldstein und ihrer Schwester Maria Anna Franziska von Paar für 660000 Rheinische Gulden. Er ließ zwischen 1722 und 1728 durch Joseph Emanuel Fischer von Erlach das Barockschloss Seelowitz errichten; seine drei Söhne verkauften es bereits 1743.
- Zwischen 1723 und 1729 ließ Graf Prosper Anton Joseph von Sinzendorf das Schloss Trpísty in Böhmen errichten.

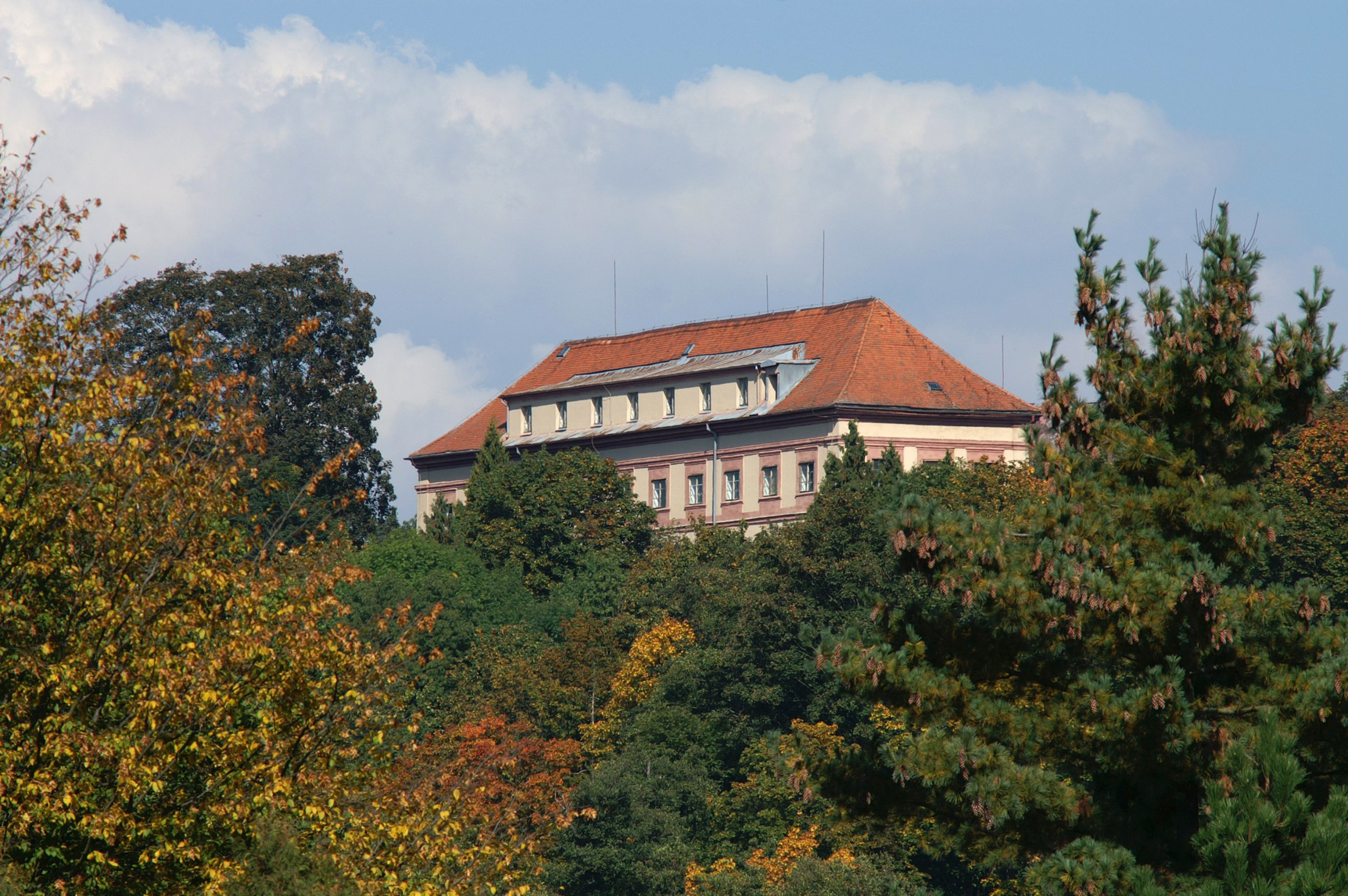
Schloss Plan, Böhmen
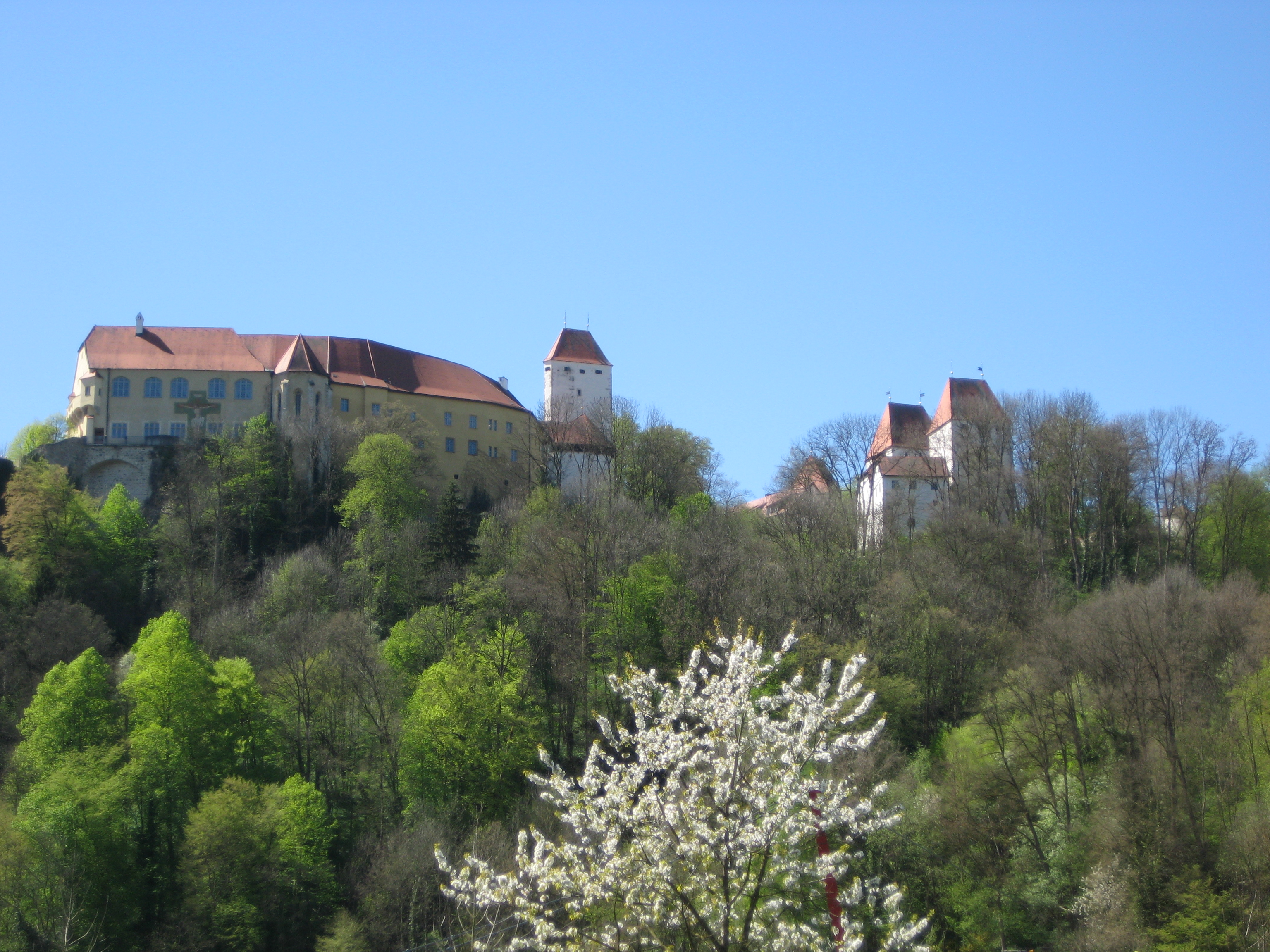
Schloss Neuburg am Inn
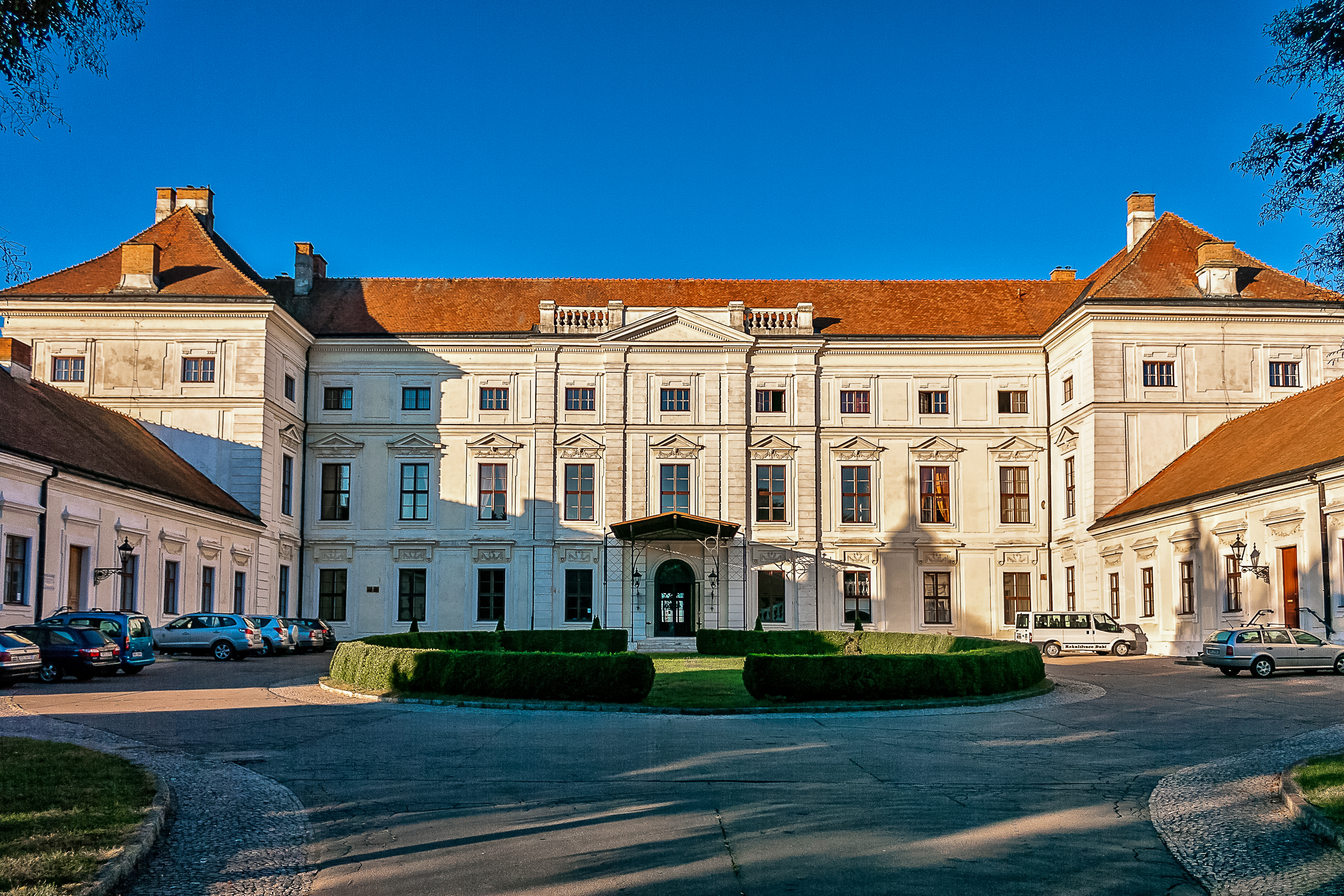
Schloss Seelowitz, Mähren
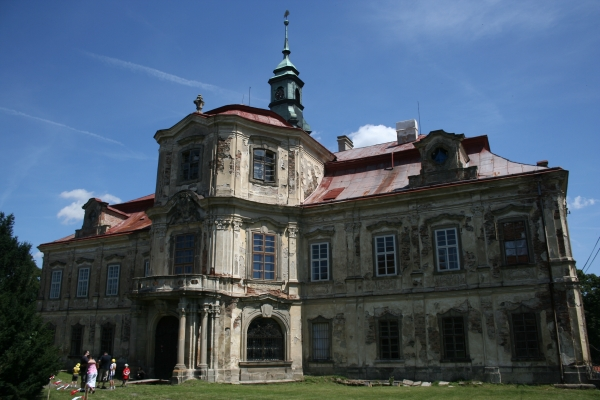
Schloss Trpísty, Böhmen

## Namensträger
- Johann Joachim von Sinzendorf, Besitzer der Reichsgrafschaft Ortenburg
- Georg Ludwig Graf von Sinzendorf (1616–1681), österreichischer Politiker, Besitzer der Grafschaft Neuburg
- Philipp Ludwig Wenzel Graf von Sinzendorf (1671–1742), österreichischer Politiker
- Johann Wilhelm Edmund von Sinzendorf (1697–1766), österreichischer Politiker und Diplomat
- Philipp Ludwig Graf von Sinzendorf (1699–1747), Bischof von Breslau, Kardinal
- Prosper Anton Joseph Graf von Sinzendorf (1700–1756), Kanzler und Höfling, Herr auf Trpísty
- Prosper von Sinzendorf (1751–1822), 1803 in den Fürstenstand erhoben, Herr auf Ernstbrunn, stirbt kinderlos
- Rudolph von Sinzendorf (1757–1811), k. k. General-Major und Ritter des Maria Theresien-Ordens
- Sigmund Rudolph von Sinzendorf (1670–1747), Geheimer Rat und Obersthofmeister
- Maria Anna von Sinzendorf (1758–1842), verheiratete Gräfin von Thurn und Valsassina, in zweiter Ehe Marchesa Pannochieschi Gräfin d’Elci, Schwester des vorigen, letzte Gräfin von Sinzendorf

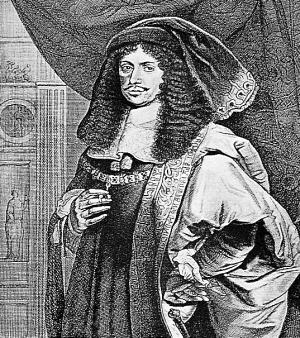
Georg Ludwig von Sinzendorf (1616–1681)
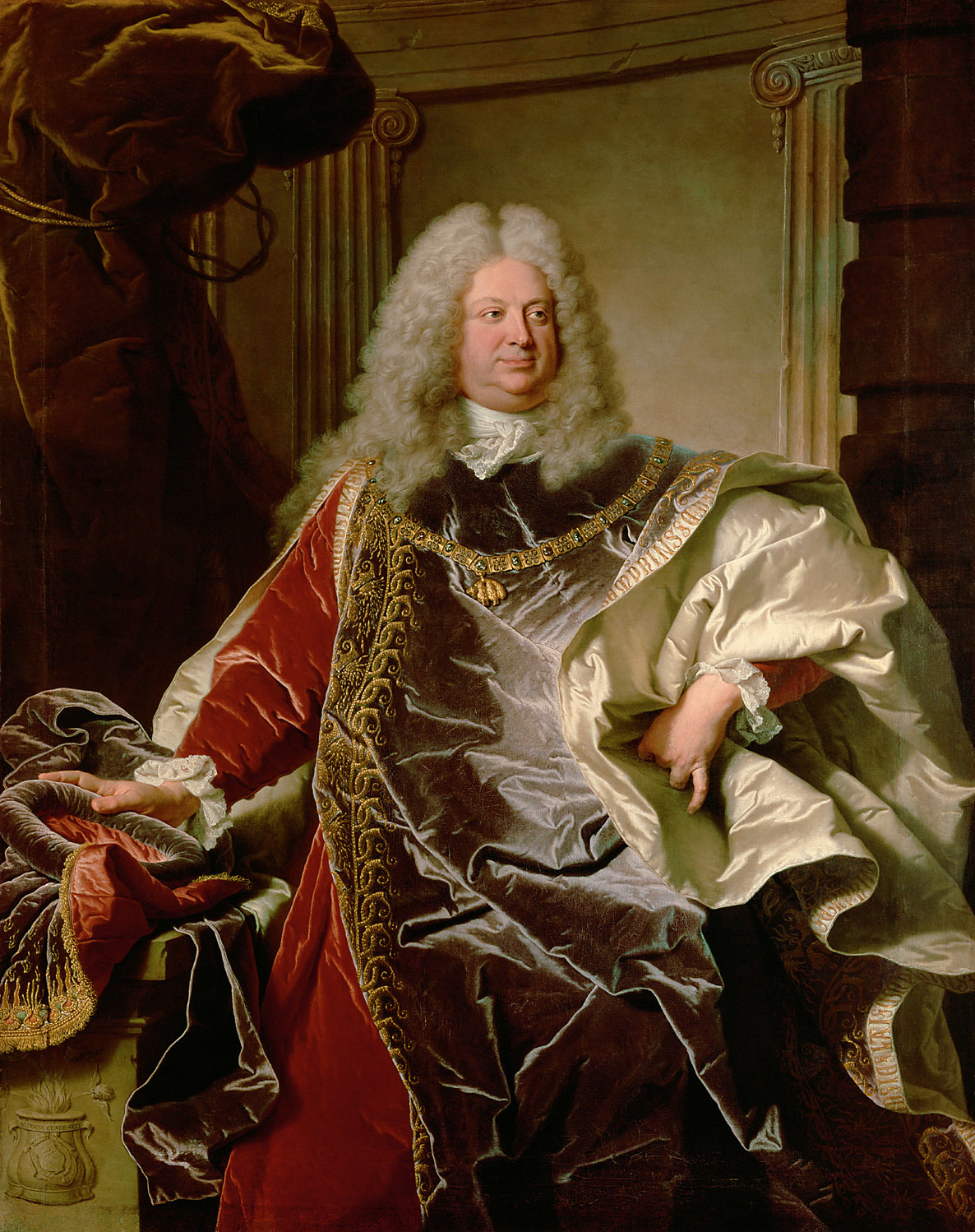
Philipp Ludwig Wenzel von Sinzendorf (1671–1742)

## Wappen
Blasonierung: Das Stammwappen derer von Sintzendorf nach Siebmacher zeigt einen im von Blau und Rot geteilten Schild, drei silberne Quadersteine, 1 im blauen über 2 im roten Felde aufgekantet, die beiden unteren am Seitenrande anstehend; ein gekrönter Helm, je wie der Schild bezeichnete, jedoch von Blau und Rot übereck geteilte Hörner; die Helmdecke blau-silbern.
Das beschriebene Wappen derer von Sinzendorf findet sich auch in Schloss Pöggstall. Es finden sich weiterhin gemehrte Wappen der Freiherren, Grafen und Fürsten von Sinzendorf, die andere Familienwappen integrieren. Das Wappen findet sich auch als Teil von Gemeindewappen wieder wie z. B. beim Wappen von Gnadendorf im Bezirk Mistelbach in Niederösterreich.

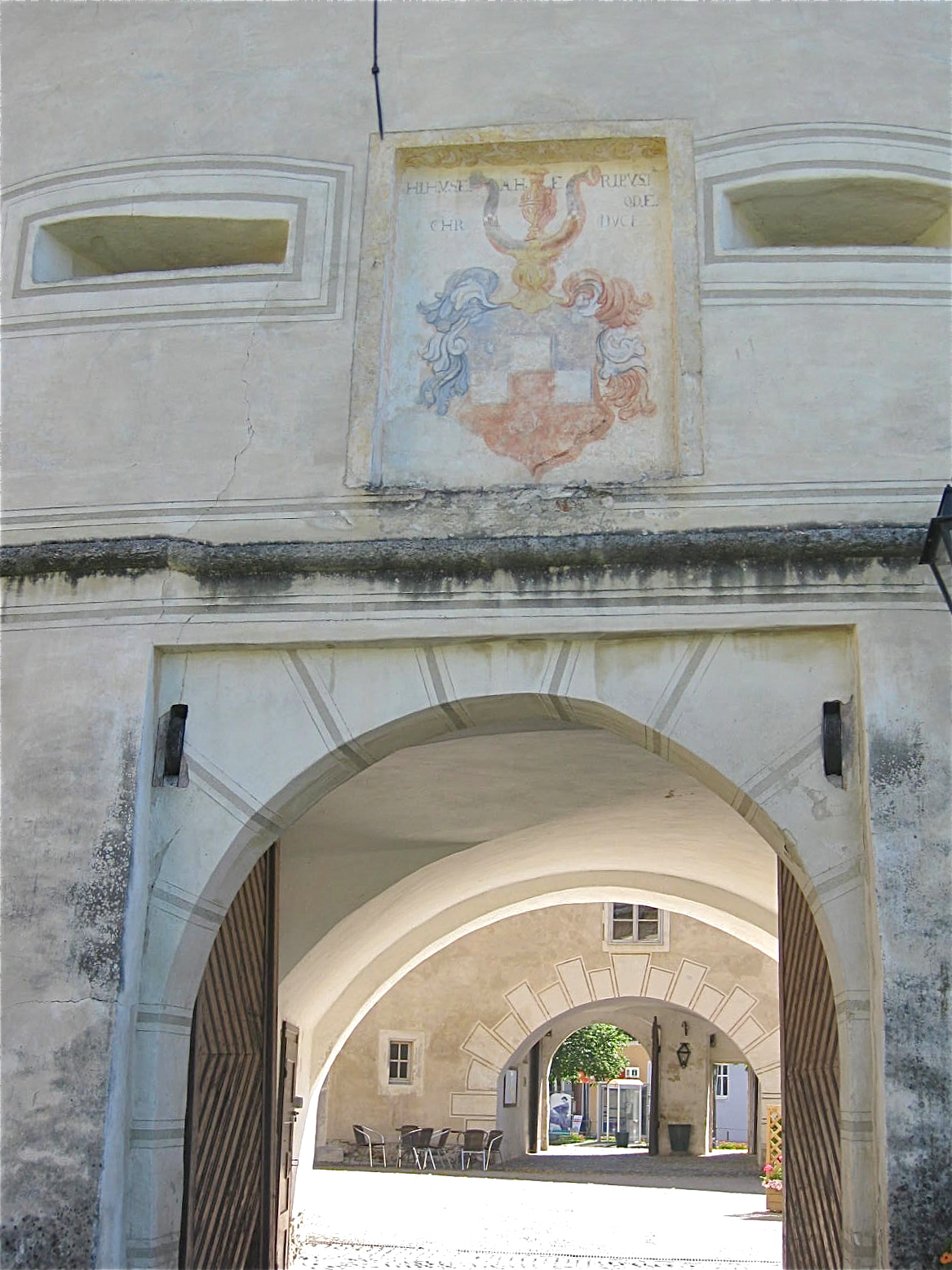
Wappen derer von Sinzendorf, Schloss Pöggstall
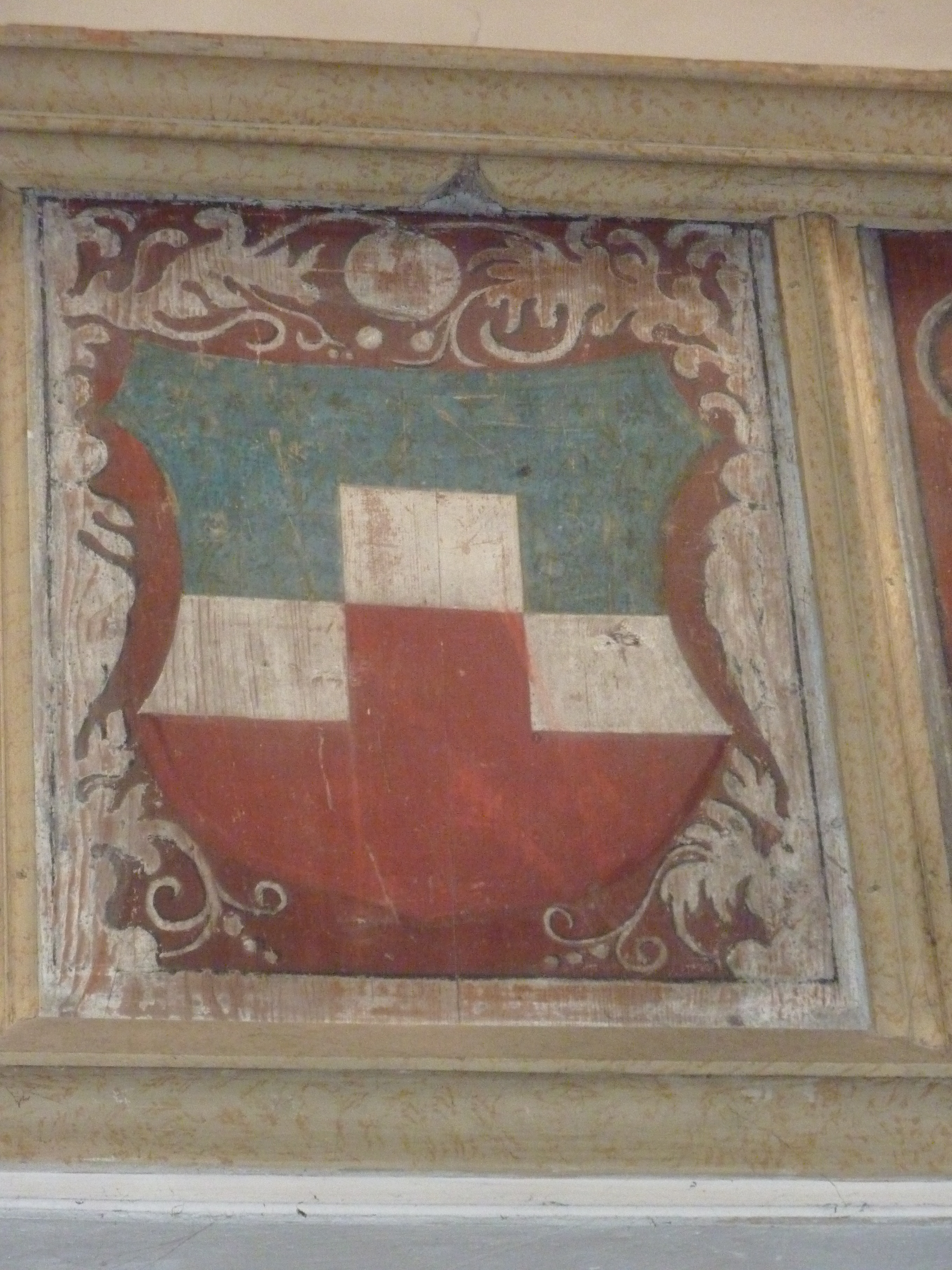
Gemalter Wappenschild derer von Sinzendorf am Südteil der Empore an der Pfarrkirche hl. Anna in Pöggstall, Niederösterreich
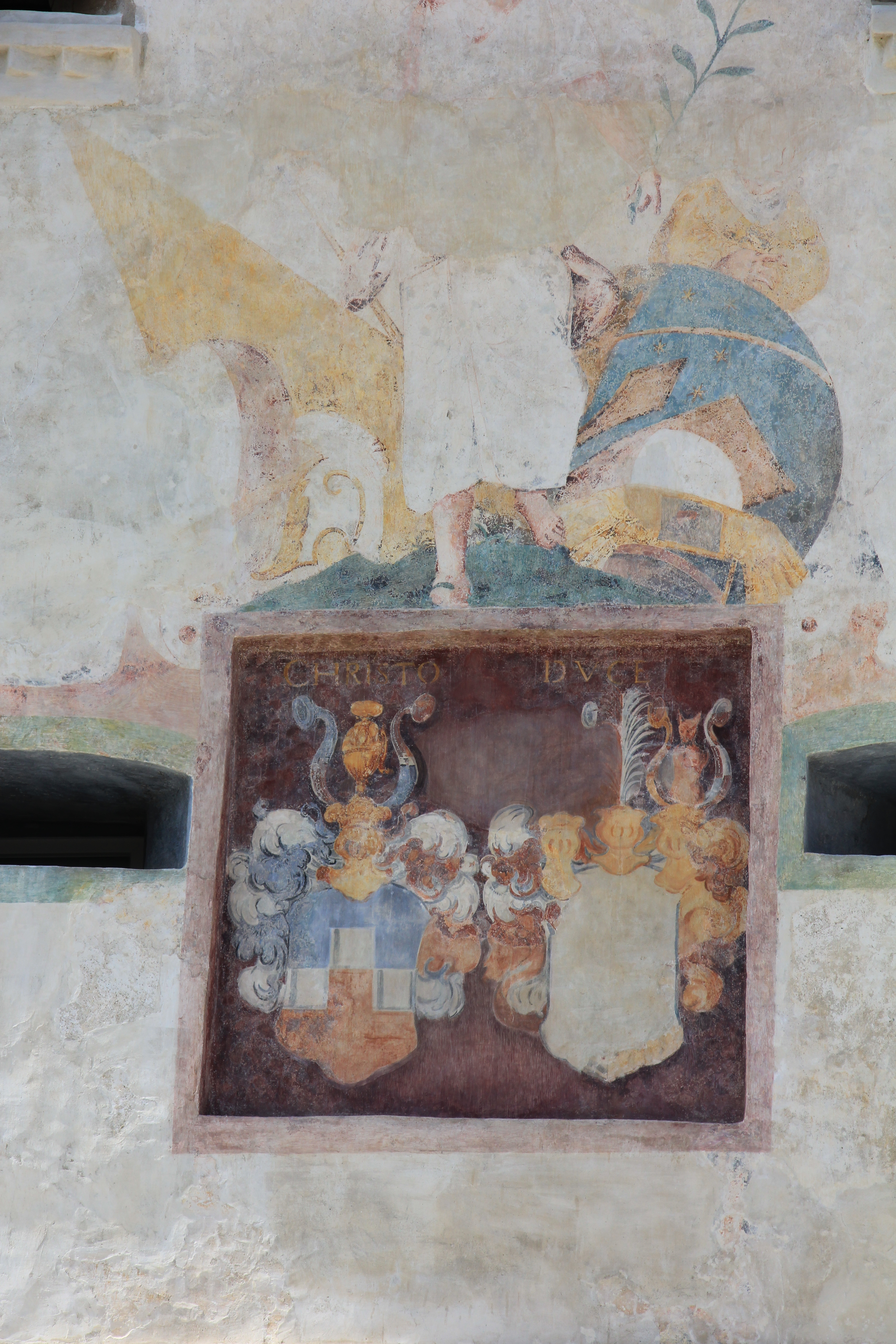
Relief über dem Eingang beim Schloss Pöggstall, Wappen derer von Sinzendorf, optisch rechts
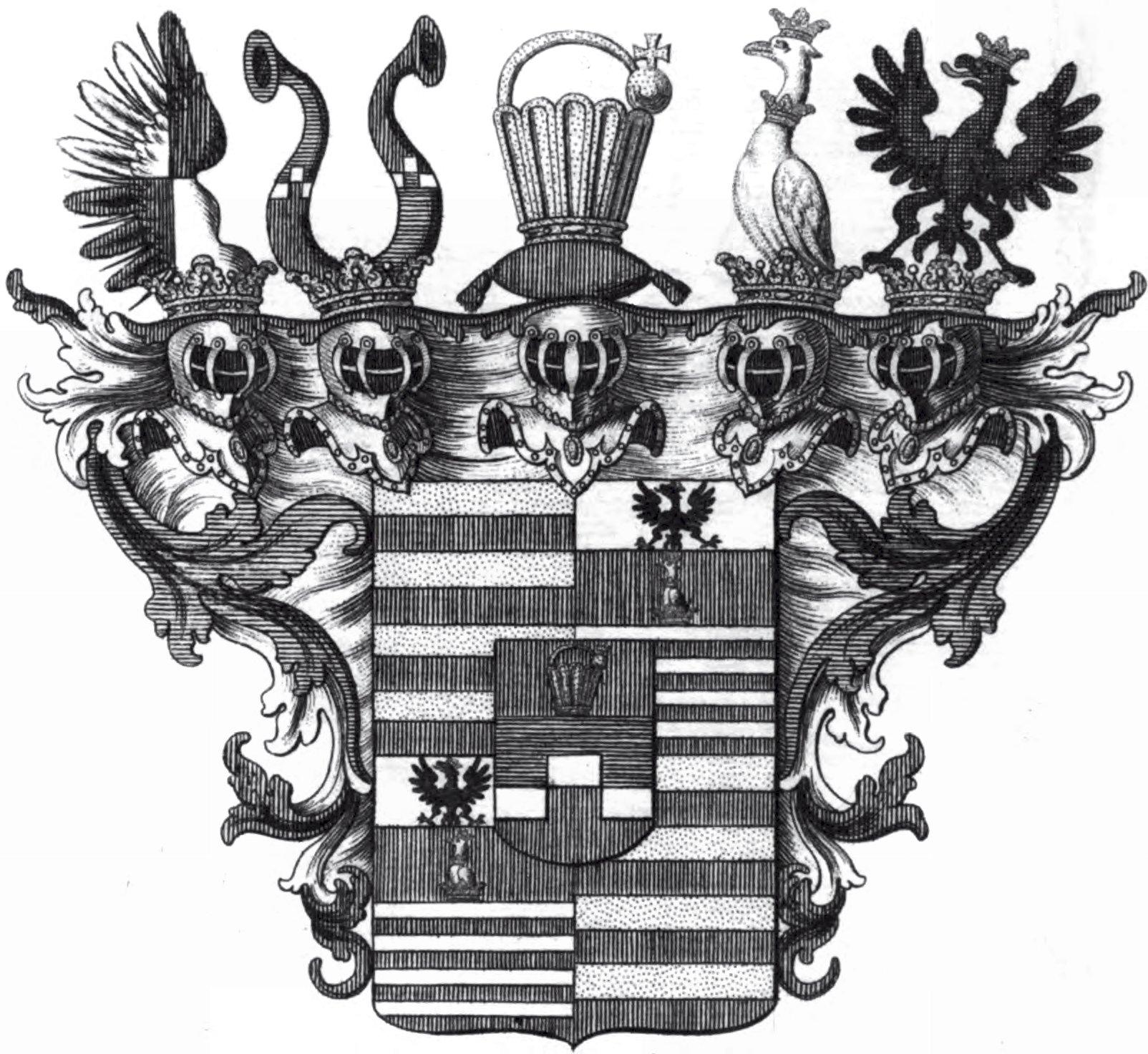
Mährisches gemehrtes Wappen der Grafen von Sinzendorf, 1653/1809, Tyroff
Um die Kaiserkrone (als Erbschatzmeister) gemehrtes Stammwappen
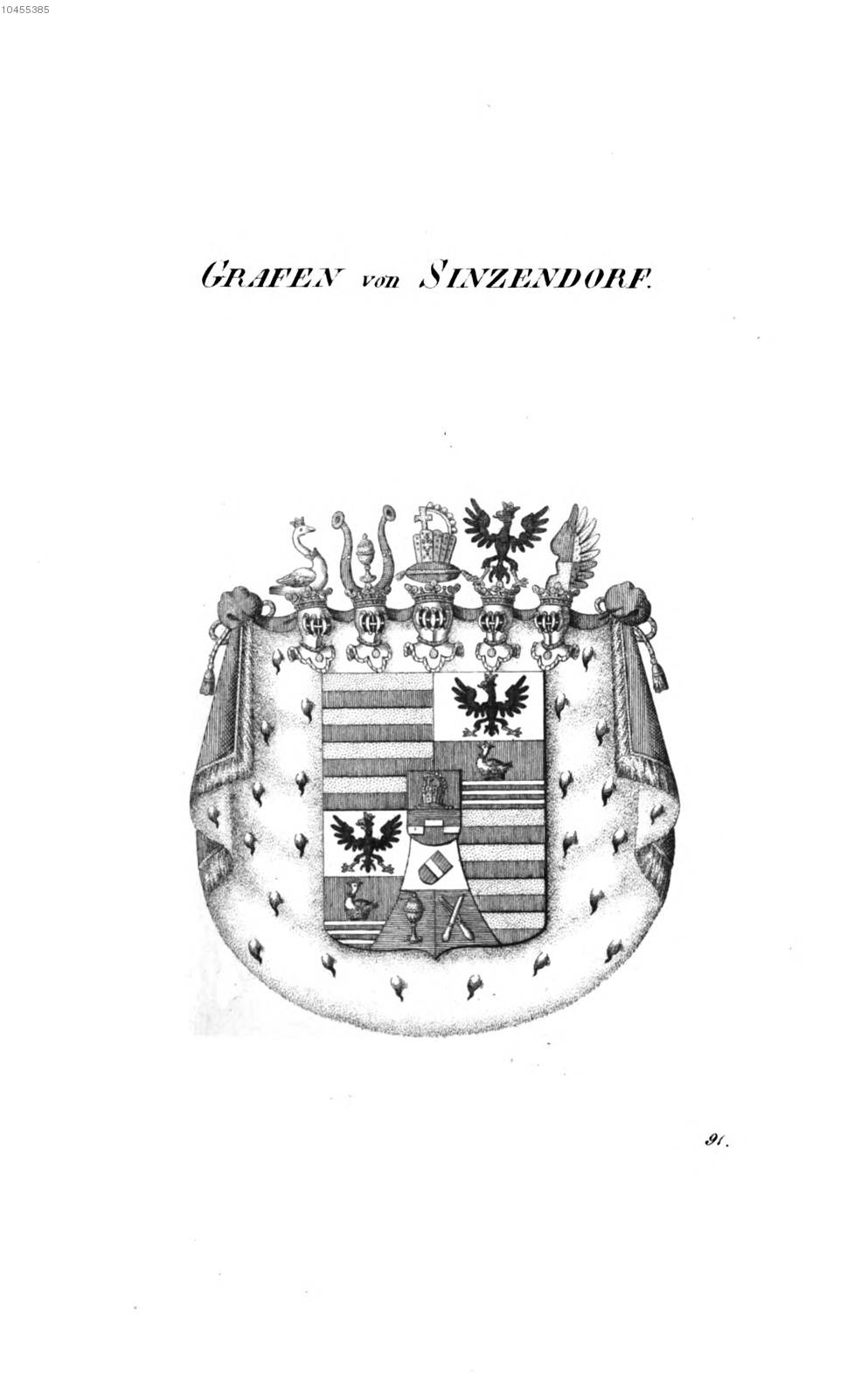
Gemehrtes Wappen der Grafen von Sinzendorf, zwischen 1846 und 1865, Tyroff
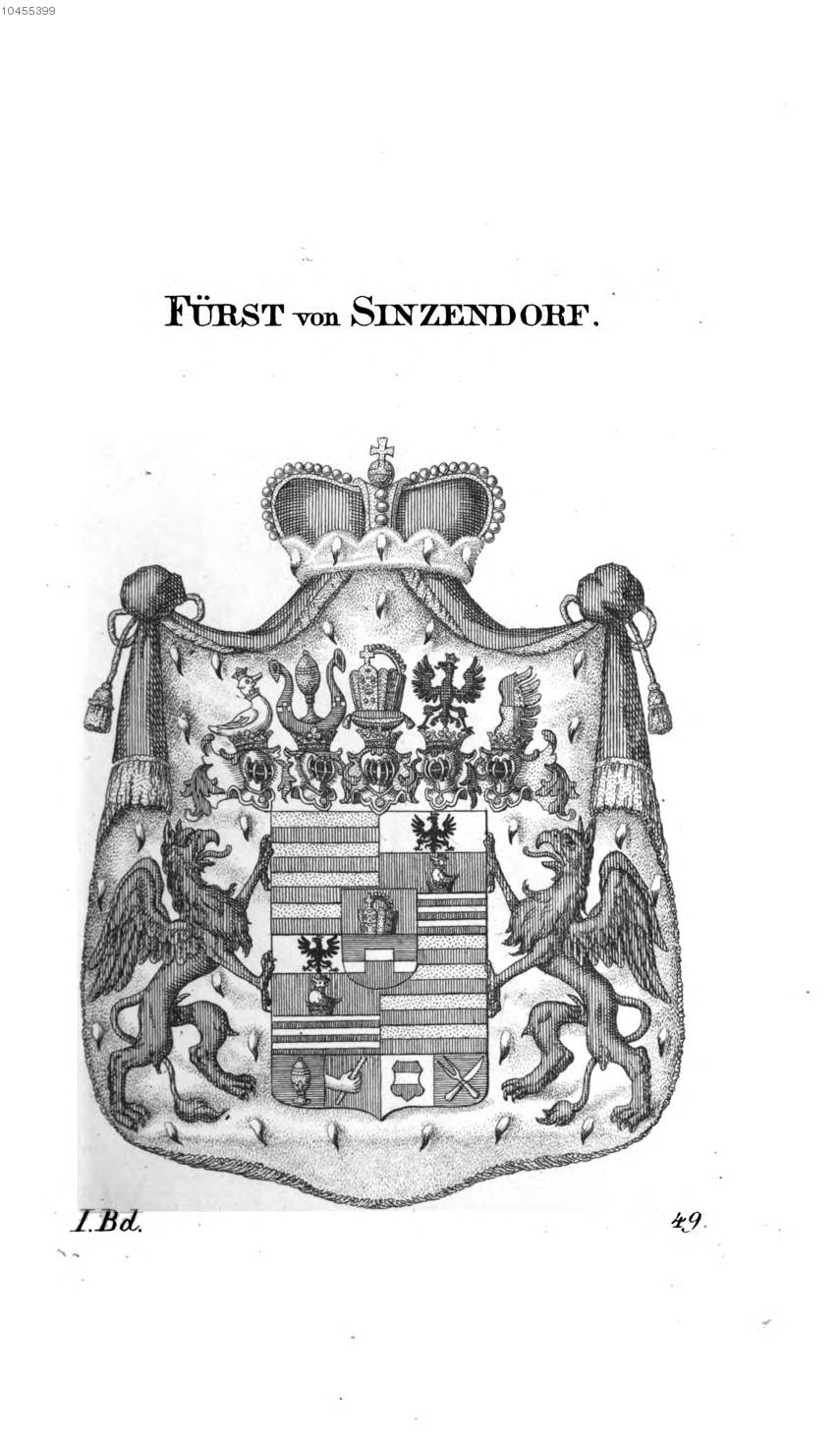
Gemehrtes Wappen der Fürsten von Sinzendorf, 1803, Tyroff
Wappen des Breslauer Bischofs Philipp Ludwig von Sinzendorf mit Wappenzierde
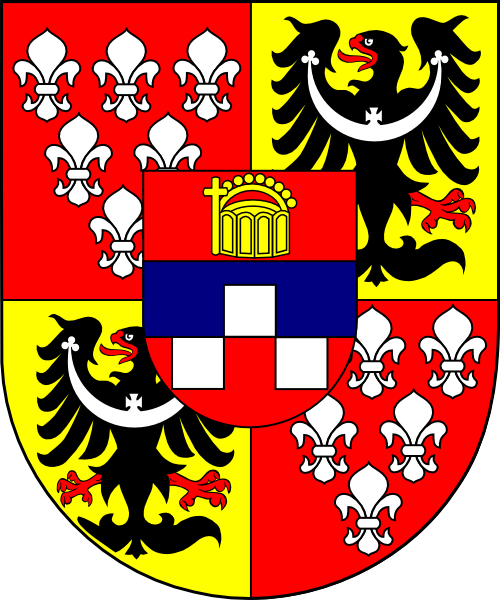
Wappenschild des Philipp Ludwig Kardinal von Sinzendorf, Bischof von Győr, Ungarn (1726–1732), Bischof von Wrocław, Polen (1732–1747)
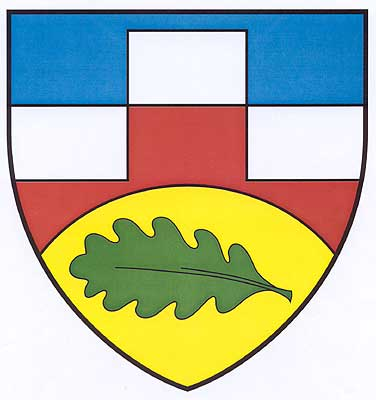
Gemeindewappen von Gnadendorf in Österreich mit den Elementen des Stammwappens derer von Sinzendorf